# 자양중학교
자양중학교(紫陽中學校)는 대한민국 서울특별시 광진구 자양동에 있는 공립 중학교이다.

## 학교 연혁
- 1984년 1월 9일 : 자양중학교 설립인가
- 1984년 3월 1일 : 초대 김동수 교장 취임
- 1984년 3월 5일 : 제1회 입학식(남 9학급, 여 5학급)
- 1984년 5월 18일 : 개교식
- 1987년 2월 13일 : 제1회 졸업식(남 9학급, 여 5학급)
- 2019년 3월 1일 : 제13대 최하순 교장 취임
- 2023년 2월 2일 : 제37회 졸업식(239명, 총 누계 17,613명)
- 2023년 3월 2일 : 제40회 졸업식(238명)

## 참고 자료
- 자양중학교 - 한국교육학술정보원 학교알리미